# Aura (chanson)
Pour les articles homonymes, voir Aura.
Pistes de Artpop
Venus
(2)
Aura (initialement Burqa) est une chanson de l'artiste américaine Lady Gaga. Il s'agit de la première piste de son quatrième disque intitulé ARTPOP. La chanteuse dévoile pour la première fois le titre le 6 août 2013, avant de le faire bénéficier d'une lyric video contenant des extraits du film Machete Kills de Robert Rodriguez le 8 octobre. La chanson est la bande-annonce du film. Elle est écrite et produite par Gaga, Paul « DJ White Shadow » Blair, Nick Monson et Dino Zisis. Les premières notes sont orientales et se poursuivent par un thème electro. La chanson est très bien accueillie par la critique qui fait l'éloge de son originalité, son refrain accrocheur et sa superbe instrumentation par le disc jockey Zedd.

## Développement
En 2011, Lady Gaga annonce écrire de nouvelles chansons, dont une qui traite le sujet du voile intégral islamique. Mais alors que le public était convaincu que cette déclaration était une blague, et quelques jours seulement avant la sortie du single événement Applause, Lady Gaga fait le choix étonnant de dévoiler le titre sur le site de fans "GagaDaily" en le faisant passer pour une fuite le 5 août 2013. Pour éviter les soupçons, la chanteuse demande à ses fans, et via Twitter, de ne pas écouter le titre, et qu'il n'est qu'une démo. Toutefois, le titre est « victime » d'un buzz sans précédent. En l'espace de moins de dix minutes, Aura devient la chanson la plus recherchée de l'année sur Google avec non moins de neuf millions de recherches. Cependant, Interscope Records, la maison de disque de l'artiste, refuse catégoriquement de mettre la chanson en vente. Un an plus tard, dans les coulisses de ArtRave: The Artpop Ball à Québec, Gaga se confie à ses « Little Monsters » et leur dévoile qu'elle a elle-même fait fuiter le titre : « Je voulais que Aura soit le premier single mais Interscope n'était pas d'accord. Alors je l'ai mis en ligne avec un compte que j'ai créé. »
Le 1er septembre 2013, au Roundhouse de Londres, Gaga interprète Aura pour la première fois, dans le cadre de l'iTunes Festival. Elle apparaît à genoux sur scène, un couteau à la main avec l'inscription « Hollywood ». Puis ses danseurs l'« attaquent » et l'enferment dans une sorte de cage qui s'élève.

## Classements
La chanson débute à la 28e place du classement Billboard Dance/Electronic Songs le 26 octobre 2013. À la suite de la parution de l'album Artpop, Aura entre à nouveau dans le classement, cette fois à la 14e place.
| Classements (2013)                  | Meilleure position |
| ----------------------------------- | ------------------ |
| Corée du Sud (Gaon)                 | 60                 |
| US Billboard Dance/Electronic Songs | 14                 |